# Ipsiura obidensis
Ipsiura obidensis (лат.) — вид ос-блестянок рода Ipsiura (Chrysidini) из отряда перепончатокрылые насекомые. Неотропика (Аргентина, Бразилия, Парагвай).

## Описание
Мелкие осы-блестянки (длина тела около 6 мм), ярко-окрашенные, филетово-синие (варьирует до зелёного), металлически блестящие. Третий тергит брюшка (T3) с 6 дистальными зубчиками, латеральные притуплённые. Сходен с видом Ipsiura lata.
Имеют острый и прямой гребневидный сублатеральный киль на пронотуме и базальную ямку на задних бёдрах. Мезоплеврон не разделён горизонтальной бороздкой. Хозяин неизвестен, но предположительно, как и другие виды рода паразитоиды различных ос (Eumenidae и Sphecidae), в гнезда которых откладывают свои яйца, как кукушки. Вышедшая из яйца личинка блестянки затем поедает личинку хозяина гнезда.

## Систематика
Таксон был впервые выделен в 1903 году в составе рода Chrysis под первоначальным названием Chrysis obidensis Ducke, 1903. Иногда трактовался в составе рода Neochrysis, а с 1985 года в составе рода Ipsiura.